# Los Sandovales, Zacatecas
Los Sandovales är en ort i Mexiko.   Den ligger i kommunen Nochistlán de Mejía och delstaten Zacatecas, i den centrala delen av landet, 400 km nordväst om huvudstaden Mexico City. Los Sandovales ligger 1 919 meter över havet och antalet invånare är 170.
Terrängen runt Los Sandovales är kuperad västerut, men österut är den platt. Runt Los Sandovales är det ganska glesbefolkat, med 27 invånare per kvadratkilometer. Närmaste större samhälle är Nochistlán, 3,3 km öster om Los Sandovales. I omgivningarna runt Los Sandovales växer huvudsakligen savannskog.